# 董超與薛霸
董超與薛霸是小说《水滸傳》中的兩位角色，都是朝廷公人，時常一起行動，在小說第八回「林教頭刺配滄州道，魯智深大鬧野豬林」中因押送林沖而首次出現。之後於押送盧俊義時被燕青一箭射死，結束了在水滸傳中的故事。

## 經歷

### 押送林沖

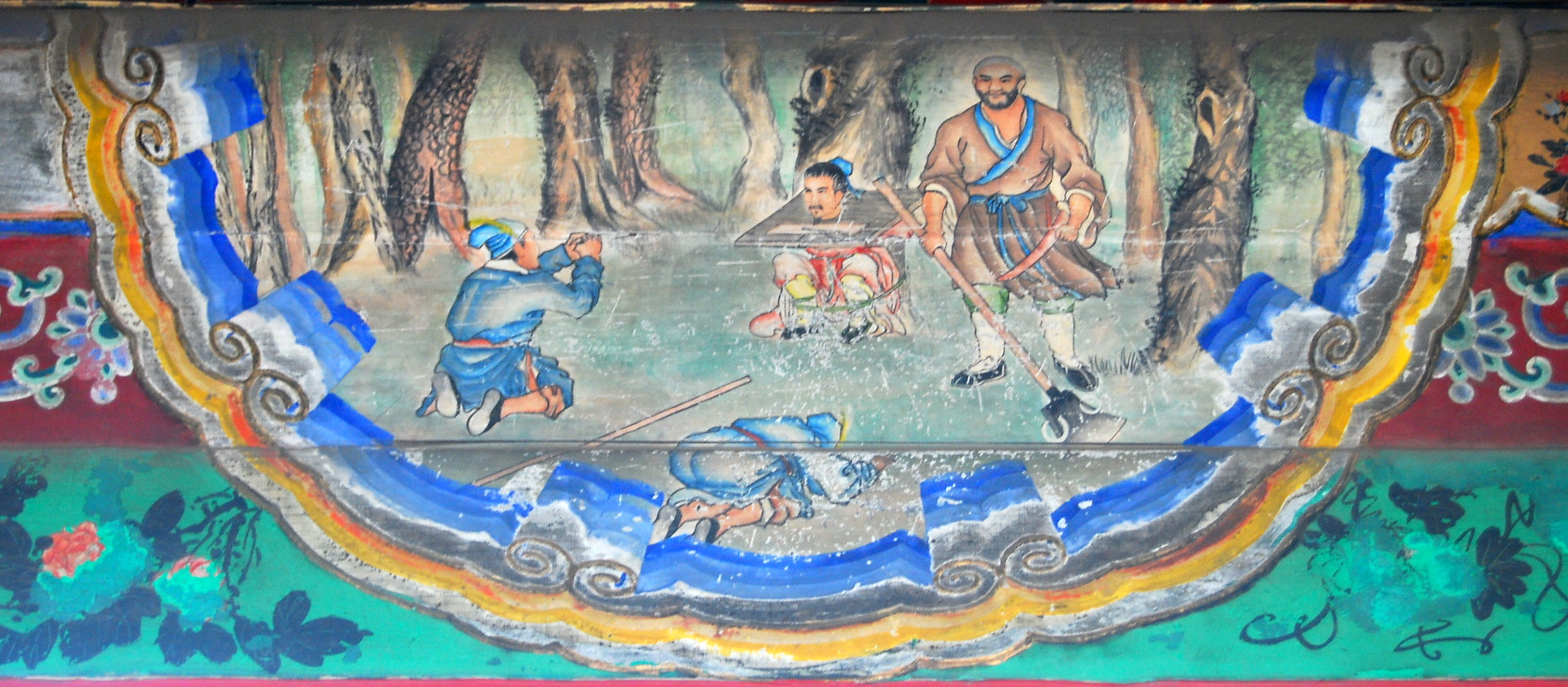
颐和园长廊彩绘：野猪林

當時林沖由於誤入白虎節堂，被判處刺配滄州，由董超和薛霸二人負責押送。他們在林沖回家辦事，自己收拾行李後，卻遇上高俅派來的陸謙，收了十兩金子，被要求在半路上把林沖殺了。陸謙承諾殺林沖將不被官府追究，董超起初不想違規，但在薛霸的勸告後便一口答應。
二人押送林沖上路時，林沖背上棒傷發作，走得極慢。薛霸見走得慢，不住催促。而董超見林沖可憐，準許他繼續慢走，留下薛霸自在抱怨。於是，當晚薛霸灌醉林沖，假意替他洗腳，其實是用一盆燙水泡林沖的雙腳，令林沖雙腳結滿水泡。第二天董超便替林沖換上新草鞋，繼續趕路，可是林沖腳上水泡被草鞋刺破，痛得行走不得，董超便扶着林沖行走。
三人來到受賄殺人黑點野豬林，董超和薛霸見林沖睡着正待下手，卻見魯智深突然走出來救了林沖。魯智深正待殺董超、薛霸，卻被林沖勸止。當下魯智深親自护送林沖，要董超、薛霸作服侍，直至快到滄州才離開。董超和薛霸便暗自打算回京後把魯智深告发，並把殺林沖的的賄款交回給陸謙。
三人快到滄州時經過柴進的莊，林沖說要前去投靠，董薛二人貪財，便都答應。到得柴進莊上，三人都得到款待，數天後董超等要趕路，柴進便跟三人告別。中午時董超和薛霸把林沖押送到滄州城中，交了公文給尹府，和薛霸領了回文便回開封。
董超和薛霸回開封後被高俅責備辦事不力，被發配至北京。至北京後被梁中書看上得到重用，两人之事也暫時告一段落。

### 押送盧俊義
後來盧俊義被李固陷害，在蔡福、蔡慶兄弟相救後仍被判罪「誤入梁山泊」，要被發配到三千里外的沙門島，由董超、薛霸負責押送。董超等領了公文，回家收拾後便要起程。董超正待出行，卻遇上李固，收了兩錠銀子，並將於完成時收五十兩銀子，被要求在半路上僻靜處殺了盧俊義，董超本甚猶疑，在薛霸附和後便一口答應。
董超、薛霸路上一直虐待盧俊義，薛霸不住以火水棍棒打盧俊義以趕路，董超便只假意相勸。他們又不給盧俊義飯吃，要他自己做飯。晚上薛霸再重施對付林沖的故技，把盧俊義雙腿泡在燙水中，弄得盧俊義隔天醒後寸步難行。
三人來到一個僻靜林子，薛霸便叫董超在林外看着，自己來下手殺盧俊義。董超在林外卻久久不聽回響，回到林中發現薛霸被箭射死，他一回頭，也被埋伏在旁的燕青射死。結束了在水滸傳的故事。

## 出場回目
- 第八回「林教頭刺配滄州道，魯智深大鬧野豬林」
- 第九回「柴進門招天下客，林沖棒打洪教頭」
- 第六十二回「放冷箭燕青救主，劫法場石秀跳樓」

## 評價
由於董超、薛霸在對付林沖和盧俊義時手法近乎一樣，被明末清初大批評家金聖歎評為「一樣爭奇，各自入妙」。

## 考证
根据一些学者考证，董超、薛霸这两个角色很可能是来自明清时期民间对官差的一种习惯性称呼。这两个名字也曾出现在该时期的一些小说中。